# 暮田湾
暮田湾（日语：／），俄称克拉捷尔纳亚湾（俄语：Бухта Кратерная）是宇志知岛南部的海湾，开口处宽300米，深达56米，面积0.7平方公里。它是破火山口灌入水形成的，海岸陡峭，没有海滩。俄语名意为“火山口的”。